# 네시삼십삼분
주식회사 네시삼십삼분(4:33)은 대한민국의 모바일 게임 개발사 겸 퍼블리셔이다.

## 역사
2001년 엔텔리전트이라는 이름으로 설립되어 2005년 회사가 넥슨에 매각되었다가 2009년 인텔리전트 출신 인력이 회사를 설립하였다.
2023년 경영난으로 인해 권고사직, 전환배치 등 구조조정에 착수하였다.

## 사업

### 게임 개발 및 퍼블리싱
<활>, <블레이드>, <영웅>, <수호지>, <회색도시>, <복싱스타>

### 블록체인 및 NFT 게임
2022년에는 블록체인과 NFT 게임 개발을 위한 자회사 디랩스를 설립하였다.